# Saint-Pantaléon (Lot)
Saint-Pantaléon is een plaats en voormalige gemeente in het Franse departement Lot in de regio Occitanie)en telt 223 inwoners (1999). De plaats maakt deel uit van het arrondissement Cahors.

## Geschiedenis
Saint-Pantaléon is op 1 januari 2019 gefuseerd met de gemeenten Bagat-en-Quercy en Saint-Daunès tot de gemeente Barguelonne-en-Quercy. 

## Geografie
Deze gemeente ligt aan de rivier Barguelonnette, op zo'n 20 km ten zuidwesten van Cahors en 100 km ten noorden van Toulouse. De oppervlakte van Saint-Pantaléon bedraagt 20,0 km², de bevolkingsdichtheid is 11,2 inwoners per km².
De onderstaande kaart toont de ligging van Saint-Pantaléon (Lot) met de belangrijkste infrastructuur en aangrenzende gemeenten.

## Demografie
Onderstaande figuur toont het verloop van het inwonertal.